# Década de 1860 nos Estados Unidos
Esta é uma cronologia de década de 1860 nos Estados Unidos.

## 1860
- 18 de maio: Abraham Lincoln é escolhido como candidato a presidente dos Estados Unidos pela Convenção Nacional do Partido Republicano.[1]
- 6 de novembro: É realizada a eleição presidencial. Abraham Lincoln, candidato republicano, é eleito presidente dos Estados Unidos.[1][2][3][4][5][6]
- 20 de dezembro: A Carolina do Sul torna-se o primeiro estado norte-americano a separar-se da União.[2][3][5][7][8]

## 1861
- 9 de janeiro: O Mississippi torna-se o 2° estado a separar-se da União.[9][10][11]
- 10 de janeiro: A Flórida torna-se o 3° estado a separar-se da União.[11][12][13]
- 11 de janeiro: O Alabama torna-se o 4° estado a separar-se da União.[13][14]
- 19 de janeiro: A Geórgia torna-se 5° estado a separar-se da União.[15][16][17]
- 26 de janeiro: A Luisiana (Louisana) torna-se o 6° estado a separar-se da União.[17][18]
- 29 de janeiro: O Kansas deixa de ser o território e torna-se o 34º estado norte-americano admitido à União.[3][17][18][19][20]
- 1 de fevereiro: O Texas torna-se o 7° estado a separar-se da União.[17][21][22]
- 4 a 8 de fevereiro: A reunião dos representantes de seis dos sete estados sulistas separados são realizados em Montgomery, Alabama.[3][22][23][24]
- 8 de fevereiro: Os Estados Confederados da América são criados por seis Estados escravos do Sul (Carolina do Sul, Mississippi, Flórida, Alabama, Geórgia, Luisiana e Texas).[2][19][22][25]
- 9 de fevereiro: Jefferson Davis, do Mississippi, é eleito o primeiro presidente dos Estados Confederados da América por unanimidade.[2][19][22][23]
- 18 de fevereiro: Jefferson Davis toma posse como o único presidente dos Estados Confederados da América em Montgomery, Alabama.[26][27]
- 21 de fevereiro: O Departamento da Marinha dos Estados Confederados é criado pela lei do Congresso dos Estados Confederados.[2][28][29]
- 21 de fevereiro: Stephen R. Mallory, da Flórida, é nomeado o secretário da Marinha dos Estados Confederados.[2]
- 28 de fevereiro: O Território do Colorado é criado pelo Congresso dos Estados Unidos.[26][30]
- 2 de março: Os territórios de Nevada e do Dakota são criados pelo Congresso dos Estados Unidos.[17][26]
- 4 de março: Abraham Lincoln toma posse como o 16º presidente dos Estados Unidos.[17][19][26][31][32]
- 11 de março: A Constituição Provisória é adotada pelo Congresso dos Estados Confederados, protegendo os direitos dos estados e a escravidão.[26][33]
- 12 de abril: O Fort Sumter, em Charleston, Carolina do Sul, é bombardeado pelas tropas confederadas, iniciando a Guerra Civil Americana.[2][24][34]
- 17 de abril: A Virgínia torna-se o 8° estado a separar-se da União.[35][36][37]
- 6 de maio: O Arkansas torna-se o 9° estado a separar-se da União.[36][38]
- 6 de maio: O Congresso dos Estados Confederados declara guerra aos Estados Unidos.[25]
- 21 de maio: Richmond, Virgínia, é escolhida como a capital dos Estados Confederados da América.[39]
- 11 de maio: A Carolina do Norte torna-se o 11° e último estado e a separar-se da União.[25]
- 27 de junho: Comandante James H. Ward torna-se o primeiro oficial da Marinha dos Estados Unidos a morrer durante a Guerra Civil Americana.[38]

## 1862
- 19 de janeiro: Tropas da União, comandadas pelo General George H. Thomas, derrota a força confederada na Batalha de Mill Springs, Kentucky.[15][40]
- 30 de janeiro: O navio de guerra encouraçado a vapor, USS Monitor, é lançado em Greenpoint, Nova Iorque.[41][42]
- 19 de fevereiro: O Congresso dos Estados Unidos aprova uma lei, que proíbe a importação dos trabalhadores involuntários asiáticos.[25]
- 10 de março: A primeira nota em papel-moeda é emitida pelo governo norte-americano.
- 7 de abril: O tratado é assinado pelos Estados Unidos e pela Grã-Bretanha para reprimir o tráfico de escravos.[43]
- 16 de abril: Presidente Abraham Lincoln assina a lei, que extingue os escravos no Distrito de Columbia.[44][45]
- 25 de abril: Forças da União, lideradas pelo Almirante David Farragut, capturam a cidade de Nova Orleães, no estado da Luisiana.[45]
- 15 de maio: O Departamento de Agricultura é criado pelo Congresso dos Estados Unidos.[46][47]
- 20 de maio: A Lei da Propriedade Rural (Homestead Act) é assinada pelo presidente Abraham Lincoln.[25][48]
- 19 de junho: Presidente Abraham Lincoln assina a legislação, que extingue a escravidão nos territórios.[45]
- 22 de setembro: Presidente Abraham Lincoln lança a Proclamação de Emancipação, que declara a libertação de todos os escravos dos Estados Confederados da América.[49][50]
- 11 a 15 de dezembro: Forças norte-americanas são derrotadas em Fredericksburg, Virgínia.[25]
- 31 de dezembro: Presidente Abraham Lincoln assina a lei, que admite a Virgínia Ocidental à União como um novo estado.[51]

## 1863
- 1 de janeiro: Presidente Abraham Lincoln assina a Proclamação de Emancipação, que extingue os escravos libertados em todos os territórios dos Estados Confederados da América.[25][49][52][53][54][55][56]
- 1 de janeiro: A Lei da Propriedade Rural (Homestead Act) é alegada pela primeira vez em uma fazenda em Nebraska.
- 24 de fevereiro: O Território do Arizona é criado pelo Congresso dos Estados Unidos.[53]
- 25 de fevereiro: A National Bank Act é aprovada pelo Congresso dos Estados Unidos para ajudar finaciar a Guerra Civil Americana.[53][57]
- 3 de março: A Academia Nacional de Ciências dos Estados Unidos é criada pelo ato do Congresso.[53][58]
- 3 de março: O Território do Idaho é criado pelo Congresso dos Estados Unidos.[53][58]
- 17 de junho: O navio americano USS Weehawken captura o navio confederado CSS Atlanta.[59]
- 20 de junho: Virgínia Ocidental torna-se o 35º estado norte-americano admitido à União.[53][60]
- 3 de julho: Confederados são derrotados pelas forças da União na batalha de Gettysburg, na Pensilvânia, que inicia no dia 1 de julho.[56][61][62]
- 3 de outubro: Presidente Abraham Lincoln proclama o dia 26 de novembro de 1863 como o primeiro dia nacional observado de Ação de Graças (Thanksgiving).[63]

## 1864
- 17 de fevereiro: O submarino confederado CSS H. L. Hunley afunda o navio da União, USS Housatonic.[64][65]
- 22 de fevereiro: O navio Bohemian afunda na costa do Maine.
- 8 de março: Ulysses S. Grant e Abraham Lincoln encontam-se pela primeira vez na Casa Branca.[66]
- 9 de março: Tenente-general Ulysses S. Grant é nomeado pelo presidente Abraham Lincoln para o posto de Comandante-em-chefe de todas as forças da União.[53][67][68]
- 22 de abril: A inscrição In God We Trust é colocada pela primeira vez nas moedas norte-americanas.
- 15 de maio: Enterrados os primeiros solidados desconhecidos no Cemitério Nacional de Arlington.
- 26 de maio: O Território do Montana é criado pelo Congresso dos Estados Unidos.[53]
- 7 de junho: Abraham Lincoln é indicado pelo Partido Republicano para disputar a reeleição.
- 11 de julho: Tropas confederadas, lideradas pelo General Jubal A. Early, atacam Washington, DC.[69][70]
- 28 de junho: Presidente Abraham Lincoln aprova a legislação, que revoga a Lei do Escravo Fugitivo.[71]
- 2 de setembro: A cidade de Atlanta é ocupada pelo general da União, William Sherman.[72]
- 11 de outubro: A escravidão é abolida em Maryland.
- 31 de outubro: Nevada torna-se o 36º estado norte-americano admitido à União.[73][74][75][76]
- 8 de novembro: É realizada a eleição presidencial. Abraham Lincoln é reeleito presidente dos Estados Unidos, derrotando o ex-general George B. McClellan.[74][75][76][77][78][79]
- 29 de novembro: Massacre de Sand Creek.
- 21 de dezembro: Tropas da União, lideradas pelo General William Sherman, entram e ocupam a cidade de Savannah, Geórgia.[80]

## 1865
- 9 de janeiro: A Convenção do Tennessee aprova as emendas da constituição de estado contra a escravidão.[9][81]
- 31 de janeiro: A Décima Terceira Emenda à Constituição dos Estados Unidos é aprovada pelo Congresso dos Estados Unidos, abolindo a escravidão em território americano.[74][76][82]
- 4 de março: Presidente Abraham Lincoln começa seu segundo mandato.[83][84]
- 3 de abril: Tropas da União ocupam Richmond, Virgínia.[85]
- 4 de abril: Presidente Abraham Lincoln visita Richmond.[85]
- 9 de abril: General Robert E. Lee, comandante-em-chefe das forças confederadas, rende-se ao General Ulysses S. Grant, comandante-em-chefe do Exército da União, em Appomattox, Virgínia, terminado a Guerra Civil Americana.[83][84][85]
- 14 de abril: O Serviço Secreto dos Estados Unidos é criado pelo presidente Abraham Lincoln antes do assassinato.[86]
- 14 de abril: Presidente Abraham Lincoln é atingido a tiros na cabeça pelo ator e simpatizante dos Confederados, John Wilkes Booth, após assistir à encenação da peça teatral Our American Cousin no Teatro Ford em Washington, DC.[77][84][85][87]
- 15 de abril: Presidente Abraham Lincoln morre às 7:22 da manhã e é sucedido pelo seu vice Andrew Johnson como o 17º presidente dos Estados Unidos.[84][85][88]
- 10 de maio: Jefferson Davis, presidente dos Estados Confederados da América, e sua esposa são capturados pelas tropas da União perto de Irwinville, Geórgia.[89][90]
- 18 de dezembro: A Décima Terceira Emenda à Constituição dos Estados Unidos é declarada ratificada, proibindo a escravidão no país.[77][82][91][92]
- 24 de dezembro: Ku Klux Klan é fundada pelos seis veteranos jovens dos Estados Confederados da América em Pulaski, Tennessee.[93]

## 1866
- 2 de abril: Presidente Andrew Johnson proclama o fim das hostilidades em todos os estados dos Estados Confederados da América.[92][94]
- 9 de abril: O Congresso dos Estados Unidos aprova a Lei de Direitos Civis de 1866 (Civil Rights Act of 1866).[92][94][95][96][97]
- 24 de julho: O Tennessee é o estado do Sul readmitido à União.[92][94][98][99]
- 27 de julho: A Lei Métrica (Metric Act of 1866) é aprovada pelo Senado dos Estados Unidos, autorizando o uso do sistema métrico de pesos e medidas.
- 20 de agosto: Presidente Andrew Johnson declara o fim da Guerra Civil Americana no Texas.[94]
- 21 de dezembro: Noventa soldados americanos, comandados pelo Capitão William J. Fetterman, são assassinados pelos índios Sioux no Massacre de Fetterman.[100][101]

## 1867
- 1 de março: Nebraska torna-se o 37º estado norte-americano admitido à União.[77][96][102][103]
- 2 de março: A primeira Lei da Reconstrução é aprovada pelo Congresso dos Estados Unidos.[103]
- 2 de março: O Departamento de Educação é criado pelo Congresso dos Estados Unidos.[96]
- 30 de março: O tratado do Alasca entre os Estados Unidos e a Rússia é assinado pelo Secretário de Estado, William H. Seward e pelo ministro russo Edouard de Stoeckl em Washington, D.C., comprando o Alasca da Rússia por 7,2 milhões de dólares.[96][104]
- 21 de maio: O ministro americano no Havaí, Edward M. McCook, e o ministro das Finanças do Havaí, Charles C. Harris, assinam um tratado de reciprocidade em San Francisco, Califórnia.[105]
- 28 de agosto: As Ilhas Midway são ocupadas pela Marinha dos Estados Unidos, comandada pelo Capitão William Reynolds.[106][107]
- 24 de outubro: O ministro americano na Dinamarca, George H. Yeaman e o ministro dinamarquês das relações exteriores Christian Emil Krag-Juel-Vind-Frijs assinam o Tratado das Índias Ocidentais Dinamarquesas em Copenhagen.[108]

## 1868
- 24 de fevereiro: A Câmara dos Representantes dos Estados Unidos vota por 126 a 47 a favor de um processo de impeachment do presidente Andrew Jackson.[108]
- 2 de março: A Câmara dos Representantes dos Estados Unidos completa a adoção dos 11 artigos de impeachment contra o presidente Andrew Johnson.[109]
- 4 de março: Inicia o processo de impeachment do presidente Andrew Johnson.[110]
- 11 de março: O último Ato da Reconstrução é aprovada.
- 13 de março: Inicia o processo de impeachment do Presidente Andrew Johnson no Senado dos Estados Unidos.[111]
- 16 de abril: Votantes da Carolina do Sul ratificam uma nova constituição estadual por dois dias da votação.[44]
- 16 de abril: A Luisiana adota uma nova constituição.
- 20 de abril: Votantes da Geórgia ratificam a nova constituição estadual adotada pela convenção.[112]
- 29 de abril: O Tratdo de Fort Laramie é assinado entre os povos ameríndios e os Estados Unidos, termina a Guerra de Nuvem Vermelha.[113]
- 10 de maio: A Décima-Quarta Emenda da Constituição dos Estados Unidos é adotada.
- 16 de maio: Presidente Andrew Johnson é absolvido por um voto do Senado dos Estados Unidos durante seu processo de impeachment.[110][114]
- 30 de maio: O Memorial Day, um feriado nacional dos Estados Unidos, é celebrado pela primeira vez.[115][116]
- 22 de junho: O Arkansas é o estado do Sul readmitido à União.[110]
- 25 de junho: A Flórida é o estado do Sul readmitido à União.[110]
- 4 de julho: A Carolina do Norte é o estado do Sul readmitido à União.[117]
- 9 de julho: A Luisiana e a Carolina do Sul são os estados do Sul readmitidos à União.[117]
- 13 de julho: O Alabama é o estado do Sul readmitido à União.[117]
- 25 de julho: O Território do Wyoming é criado pelo Congresso dos Estados Unidos.[118][119]
- 28 de julho: A Décima-Quarta Emenda da Constituição dos Estados Unidos é declarada ratificada.[117][119][120]
- 3 de novembro: É realizada a eleição presidencial. Ulysses Grant é eleito Presidente dos Estados Unidos.[77][119][120]

## 1869
- 12 de janeiro: A Convenção Nacional dos Afro-Americanos acontece em Washington, DC.[119][121]
- 26 de fevereiro: A Décima-Quinta Emenda da Constituição dos Estados Unidos é aprovada pelo Congresso dos Estados Unidos.[122][123]
- 4 de março: Ulysses Grant toma posse como o 18º presidente dos Estados Unidos.[117][119][124]
- 15 de maio: A Associação Nacional do Sufrágio Feminino (National Woman Sufrage Association) é fundada por Elizabeth Cady Stanton.[119]
- 10 de maio: A Primeira Ferrovia Transcontinental, ligando o leste ao oeste dos Estados Unidos, é concluída com a cerimônia do Golden Spike.
- 27 de maio: O primeiro grupo de imigrantes japoneses chega aos Estados Unidos e muda em Gold Hill, Califórnia.[119]
- 1 de junho: Thomas Edison recebe a primeira patente da máquina de votar.[125][126]
- 24 de setembro: O pânico financeiro, conhecido como a Sexta-Feira Negra (Black Friday), é causado pelos especuladores Jay Gould e James Fisk, que tentam monopolizar o mercado de ouro.[127][128][129][130]
- 6 de novembro: Acontece a primeira partida intercolegial do futebol entre dois universidades norte-americanos Princeton e Rutgers em Nova Jersey.[131][132][133]